# 卡拉耶維奇
50°42′44″N 26°10′19″E / 50.71222°N 26.17194°E
卡拉耶維奇（烏克蘭語：Караєвичі），是烏克蘭西北部里夫内州里夫内区霍羅多克市鎮的村落。面積0.28平方公里，海拔高度219米，2001年人口227，人口密度每平方公里810.7人。